# Бакши, Глеб Сергеевич
Глеб Серге́евич Бакши́ (род. 12 ноября 1995, Симферополь) — российский боксёр-любитель и профессионал, выступающий в средней весовой категории. Заслуженный мастер спорта России (2020), бронзовый призёр Олимпийских игр 2020 года, чемпион мира (2019), чемпион России (2018), многократный победитель и призёр международных и национальных турниров в любителях.
Лучшая позиция по рейтингу BoxRec — 69-я (февраль 2023) и являлся 5-м среди российских боксёров средней весовой категории, — входя в ТОП-70 лучших боксёров средневесов всего мира.

## Биография
Боксом начал заниматься в возрасте 7 лет в клубе бокса «Таврия» под руководством первого тренера Олега Мельника. В 2015 году поступил на факультет физической культуры и спорта Крымского федерального университета имени В. И. Вернадского. В 2018 году окончил Севастопольскую специализированную детско-юношескую спортивную школу олимпийского резерва № 4 по боксу.

## Любительская карьера
В финале III летней Спартакиады 2014 году Бакши дошёл до решающего поединка, но уступил. В Казани в 2015 году на первенстве России среди юниоров 19 — 22 лет стал призёром.
В 2016 году стал призёром чемпионата России среди студентов. В 2017 году на соревнованиях по боксу класса «А» «Памяти Героя Социалистического Труда, почетного гражданина города Тольятти Н. Семизорова» спортсмен завоевал золото. Победил в турнире, посвященном 234-й годовщине основания Черноморского флота, и стал победителем Всероссийских соревнований класса «А» «Памяти героев Севастополя». 3-е место занял на Чемпионате России по боксу среди мужчин.
На 35 международном турнире Феликса Штамма в марте 2018 года боксер одержал победу. В октябре занял первое место на Чемпионате России по боксу среди мужчин.
В июле 2018 года после нескольких побед в международных турнирах получил спортивное звание мастер спорта России международного класса.
Тренерский штаб сборной России принял решение включить Глеба Бакши в состав сборной России на Европейских играх 2019 года в Минске. Проиграв в четвертьфинале боксеру из Украины Александру Хижняку, российский боксер выбыл из борьбы за медали.
Тренерский штаб сборной России принял решение включить Глеба в состав сборной России на домашний чемпионат мира 2019 года в Екатеринбурге. На чемпионате мира 2019 года в Екатеринбурге, Глеб дошёл до финала, в котором победил боксёра из Филиппин Эумира Марсьяля, став чемпионом мира по боксу.
В апреле 2021 года стал победителем в весе до 75 кг международного турнира «Кубок Губернатора Санкт-Петербурга», так как его соперник Абилхан Аманкул снялся из-за травмы перед финалом.

### Олимпийские игры 2020 года
В начале июня 2021 года в Париже (Франция), занял второе место на Европейском Олимпийском квалификационном турнире, в финале турнира проиграв украинцу Александру Хижняку, и прошёл квалификацию на Олимпийские игры в Токио. И в июле — августе 2021 года стал бронзовым призёром Олимпийских игр в Токио, в полуфинале проиграв бразильцу Эберту Консейсану.

## Профессиональная карьера
В конце декабря 2021 года объявил о переходе в профессиональный бокс.
9 июля 2022 года состоялся дебют на профессиональном ринге в Екатеринбурге, в среднем весе, где он победил нокаутом в стартовом раунде опытного армянина Манука Диланяна (12-8-2).

## Статистика профессиональных боёв
В таблице перечислены результаты всех поединков боксёров.
В каждой строке указан результат поединка. Дополнительно номер поединка обозначен цветом, который обозначает итог поединка. Расшифровка обозначений и цветов представлена в нижеследующей таблице.
| Пример | Расшифровка                     |
| ------ | ------------------------------- |
|        | Победа                          |
|        | Ничья                           |
|        | Поражение                       |
|        | Планируемый поединок            |
|        | Поединок признан несостоявшимся |
| КО     | Нокаут                          |
| ТКО    | Технический нокаут              |
| PTS    | Решение судей (по очкам)        |
| UD     | Единогласное решение судей      |
| MD     | Решение большинства судей       |
| SD     | Раздельное решение судей        |
| RTD    | Отказ от продолжения боя        |
| DQ     | Дисквалификация                 |
| NC     | Поединок признан несостоявшимся |

| 4 поединка, 4 победы (2 нокаутом). | 4 поединка, 4 победы (2 нокаутом). | 4 поединка, 4 победы (2 нокаутом). | 4 поединка, 4 победы (2 нокаутом). | 4 поединка, 4 победы (2 нокаутом).                       | 4 поединка, 4 победы (2 нокаутом). | 4 поединка, 4 победы (2 нокаутом).                             |  |
| Бой                                | Рекорд                             | Дата боя                           | Соперник                           | Место проведения боя                                     | Раундов, время                     | Дополнительно                                                  |  |
| ---------------------------------- | ---------------------------------- | ---------------------------------- | ---------------------------------- | -------------------------------------------------------- | ---------------------------------- | -------------------------------------------------------------- |  |
| 4                                  | 4(2)-0                             | 8 марта 2024                       | Эмилиано Пучета (19-8-1)           | Дворец спорта Якуб Коблев, Майкоп, Россия                | UD (8)                             |                                                                |  |
| 3                                  | 3(2)-0                             | 7 марта 2023                       | Альфонсо Бланко (17-1)             | ДИВС, Екатеринбург, Россия                               | UD (8)                             | Бланко 2 раза в нокдауне в 8 раунде.                           |  |
| 2                                  | 2(2)-0                             | 16 сентября 2022                   | Виктор Мурашкин (4-4)              | Большой Московский цирк, Москва, Россия                  | TKO 1 (8), 2:27                    | Мурашкин 2 раза в нокдауне в 1 раунде.                         |  |
| 1                                  | 1(1)-0                             | 9 июля 2022                        | Манук Диланян (12-8-2)             | КРК «Уралец», Екатеринбург, Свердловская область, Россия | TKO 1 (6), 1:03                    | Диланян в нокдауне в 1 раунде. Дебют в профессиональном боксе. |  |
| Бой                                | Рекорд                             | Дата боя                           | Соперник                           | Место проведения боя                                     | Раундов, время                     | Дополнительно                                                  |  |

## Спортивные результаты
- Чемпионат России по боксу 2017 года — ;
- Чемпионат России по боксу 2018 года — ;
- Чемпионат мира по боксу 2019 года — ;

## Награды
- Медаль ордена «За заслуги перед Отечеством» II степени (11 августа 2021 года) — за большой вклад в развитие отечественного спорта, высокие спортивные достижения, волю к победе, стойкость и целеустремленность, проявленные на Играх XXXII Олимпиады 2020 года в городе Токио (Япония)[16].
- Медаль Республики Крым «За доблестный труд» (11 августа 2021) — за личный вклад в развитие и популяризацию бокса в Республике Крым и победу в соревнованиях на XXXII летних Олимпийских играх 2020 года в городе Токио (Япония)[17]
- Заслуженный работник физической культуры и спорта Республики Крым (4 августа 2021) — за значительный личный вклад в развитие бокса в Республике Крым, участие в Олимпийских играх 2021 года (г. Токио, Япония), достижение высоких спортивных результатов и в связи с Днём физкультурника[18]